# گوتسه دلچو
گوتسه دلچِو شهری است در استان بلاگووگراد کشور بلغارستان.

## نگارخانه

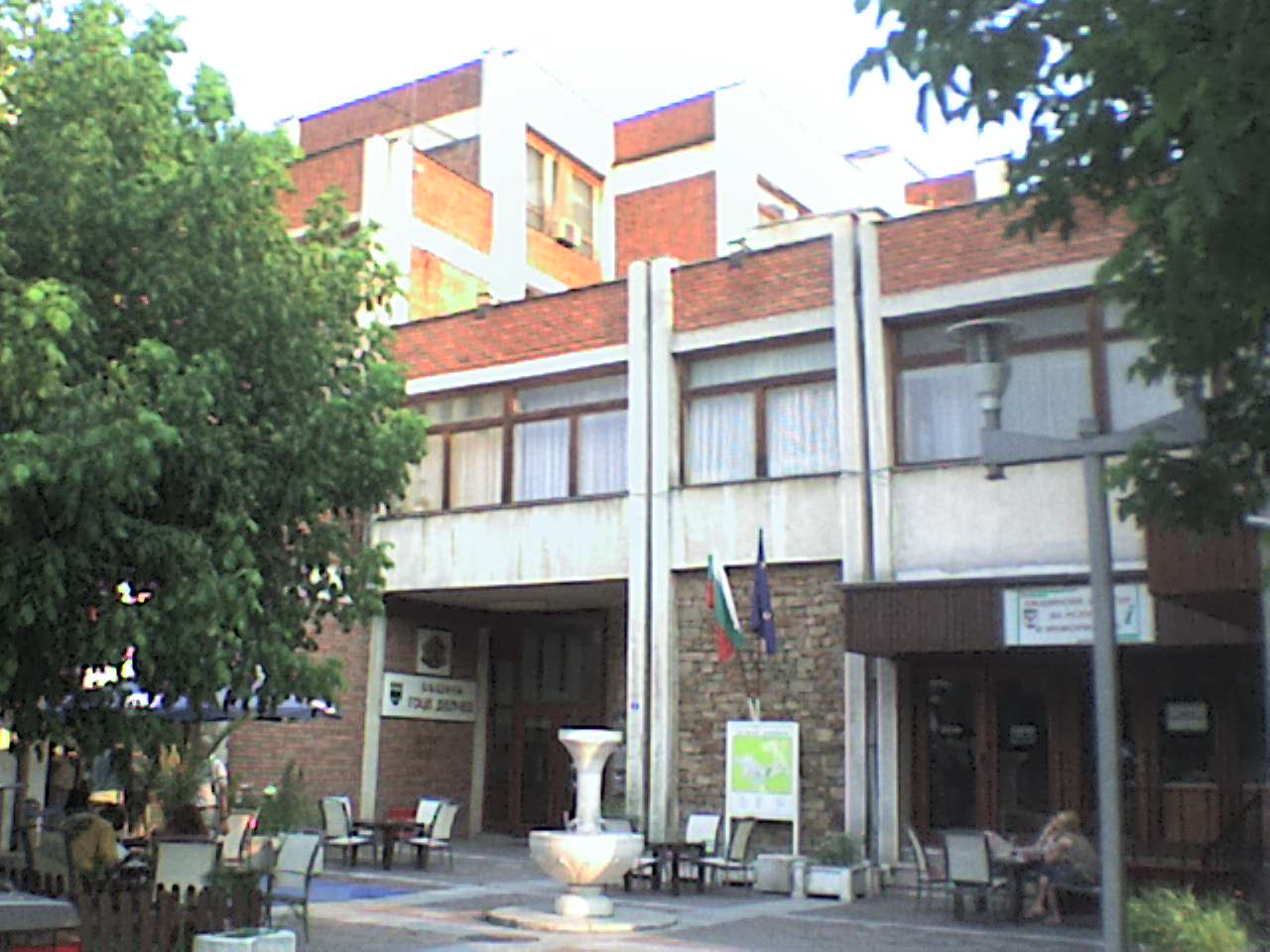
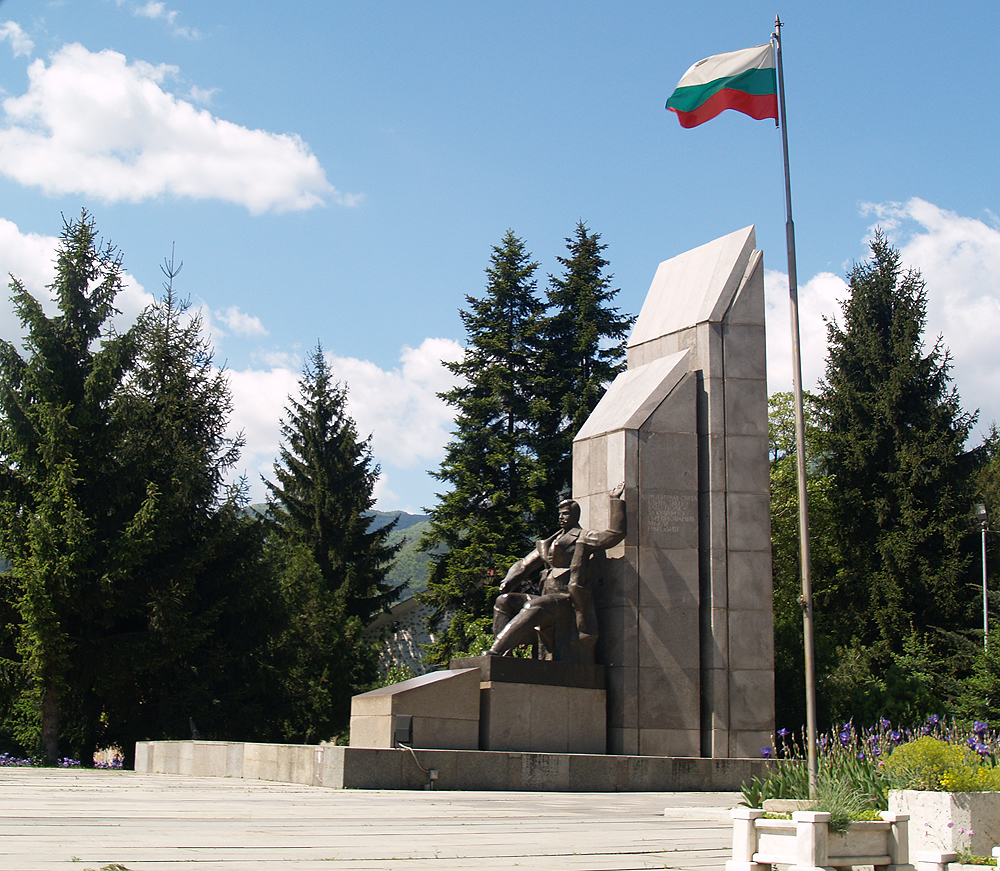